# Ладка
Ладка — река в России, протекает по территории Починковского района Нижегородской области, а также Ичалковского и Ромодановского районов Республики Мордовия. Устье реки находится в 26 км по левому берегу реки Инсар. Длина реки составляет 39 км, площадь водосборного бассейна — 162 км².
Исток реки в лесу южнее села Пеля-Хованская в 16 км к юго-востоку от села Починки. Река течёт на восток, верхнее течение находится в Нижегородской области, среднее и нижнее — в Мордовии. На реке расположены село Вьюшкино (Нижегородская область), деревни Бугры, Протасово, Володинка, Грабовка, Большая Пестровка и Верхняя Ладка (Мордовия). Впадает в Инсар в посёлке Октябрьский.

## Данные водного реестра
По данным государственного водного реестра России относится к Верхневолжскому бассейновому округу, водохозяйственный участок реки — Алатырь от истока и до устья, речной подбассейн реки — Сура. Речной бассейн реки — (Верхняя) Волга до Куйбышевского водохранилища (без бассейна Оки).
Код объекта в государственном водном реестре — 08010500212110000038574.